# Dama bianca (spirito)

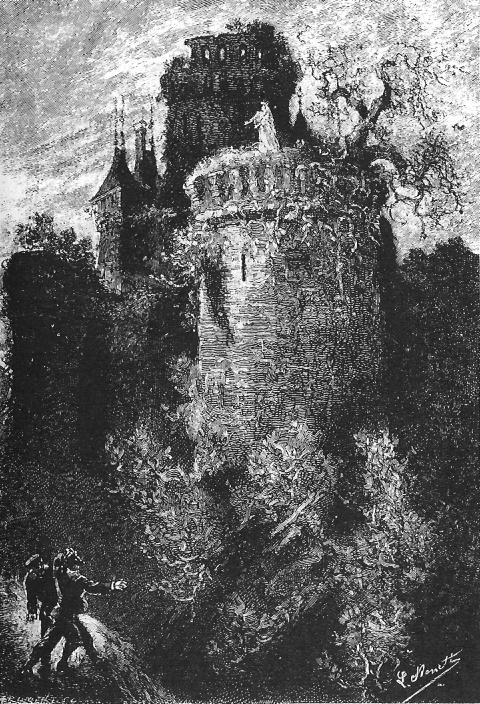
La Dama bianca alla sommità della torre. Illustrazione di Leon Bernett dall'edizione del romanzo Il castello dei Carpazi (1892) di Jules Verne.

La dama bianca è uno spirito presente prevalentemente nel folclore germanico, caratterizzato da sembianze femminili e da abiti di colore bianco; è stata descritta anche come senza occhi né bocca, con braccia e piedi nascosti e avvolta da una pallida luminosità che lascia tracce scure al passaggio. La prima testimonianza dell'uso del termine "dama bianca", per spiriti di questo tipo, risale al XV secolo.

## Descrizione

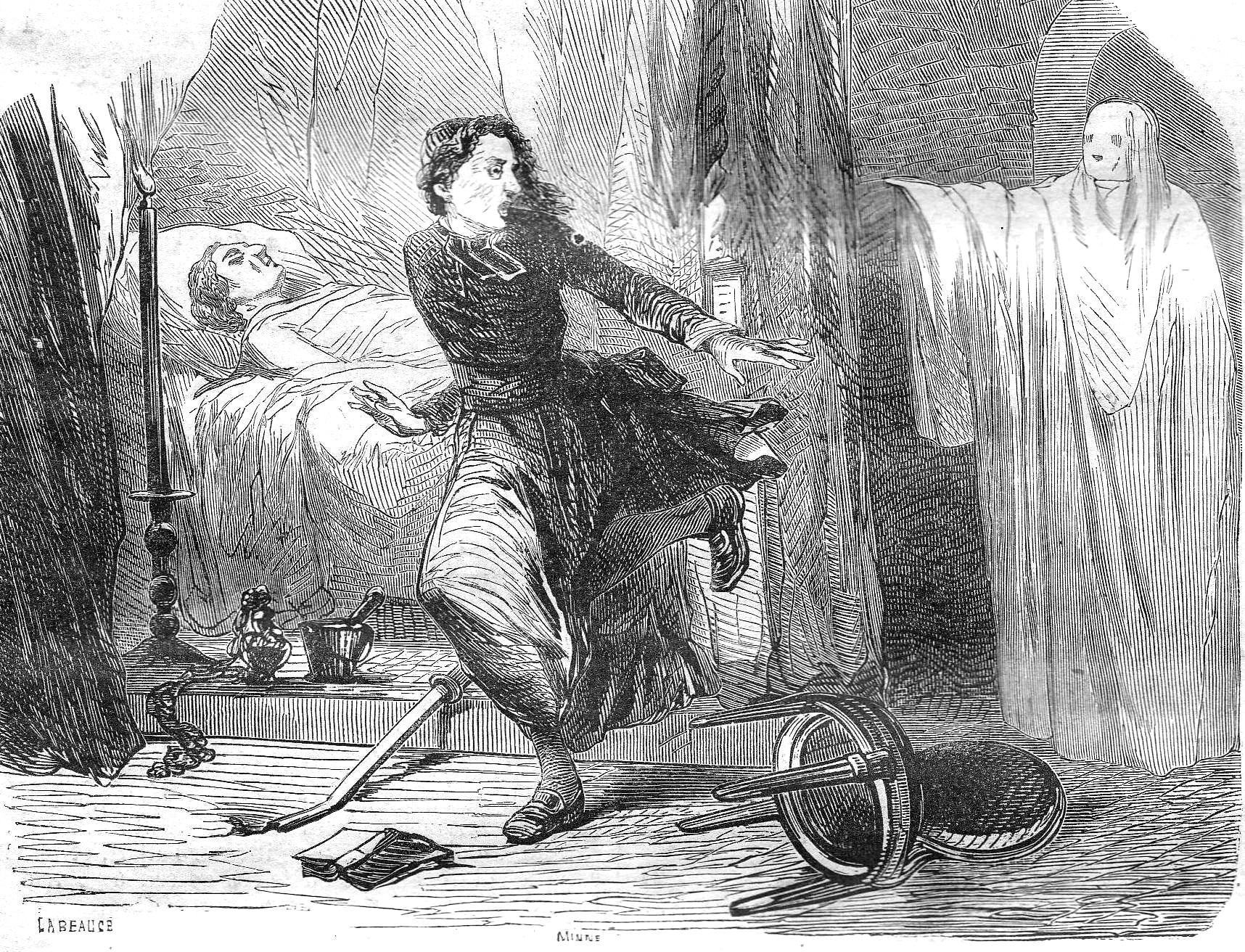
Apparizione della Dama bianca, opera di Labeauce e Minne

È lo spirito di una donna morta per eventi tragici o dolorosi e la sua apparizione sarebbe tradizionalmente presagio di eventi nefasti, tipicamente la morte di un nobile, in maniera analoga alla banshee. Secondo alcuni racconti, le dame bianche si aggirerebbero portando candele accese da cui lascerebbero cadere gocce di cera sulla criniera dei cavalli, per poi intrecciarla e pettinarla. Secondo altri, laverebbero la propria biancheria in luoghi appartati, chiedendo ai passanti di aiutarle e rompendo loro le braccia se non soddisfatte. Avrebbero per altri un portamento estremamente dignitoso e verecondo, non parlando se non in rare occasioni.

## Variazioni della leggenda folcroristica
Numerose famiglie nobili europee sono legate a questa leggenda. La manifestazione di dame bianche sarebbe documentata negli annali della casata degli Hohenzollern, visioni confermate anche dal principe Giorgio d'Assia-Darmstadt. 

### Dama bianca del castello di Bayreuth
In quell'occasione, la dama bianca venne identificata con la contessa Agnese di Orlamünde, vedova di Ottone III di Orlamunde che aveva ucciso i propri figli per potere seguire Alberto di Norimberga, di cui era innamorata (salvo poi pentirsene e fondare il monastero cistercense di Himmelkron, di cui divenne badessa). La sua prima apparizione documentata è nel 1486 nel castello di Bayreuth, continuando poi negli anni in altre dimore degli Hohenzollern, in occasione per esempio delle morti del principe Giovanni Giorgio di Brandeburgo (Berlino, 1598) e di Federico Guglielmo IV di Prussia (1861). 

### Dama bianca dei castelli di Český Krumlov e Červená Lhota
Dama bianca identificata con Perchta von Rosenberg, appariva al castello di Český Krumlov per cullare i bambini quando le balie si addormentavano; sempre Perchta von Rosenberg (o con una contessa di nome Johanka), era solita apparire anche al castello di Červená Lhota presso Jindřichův Hradec, in Boemia. Tale dama bianca è citata nel Prodigi di Erasmo Francesco, con il nome di "femmina bianca" o "donna bianca", che richiama anche alla sua caratteristica di apparire prima della morte di qualche nobile. Vilém Slavata avrebbe dichiarato che la dama bianca è costretta a rimanere in Purgatorio finché il castello rimarrà in piedi. Apparirebbe, secondo questa versione, non solo per eventi tragici, ma anche per eventi lieti come matrimoni e nascite, vestita rispettivamente di nero o di bianco. Avrebbe anche l'abitudine di passare attraverso le camere con un mazzo di chiavi appeso alla cintura, aprendo e chiudendo le porte a qualsiasi ora della giornata. Finché lasciata libera di agire si sarebbe comportata con gentilezza e pudore, rispondendo ai saluti con un inchino, mentre prenderebbe a sassate chi sente parlare in modo non rispettoso di Dio.
Durante l'occupazione del castello da parte degli svedesi si manifestò molto rumorosamente per fare riprendere la tradizione dimenticata di dare un piatto di minestra ai poveri, da lei stessa voluta.

### Dama bianca del castello di Schönbrunn
Numerosi avvistamenti sono stati riportati anche dai membri della famiglia reale Asburgo d'Austria al castello di Schönbrunn, come nel 1867 per la fucilazione di Massimiliano d'Asburgo in Messico, o per il suicidio del principe Rodolfo e della baronessa Maria Vetsera a Mayerling.

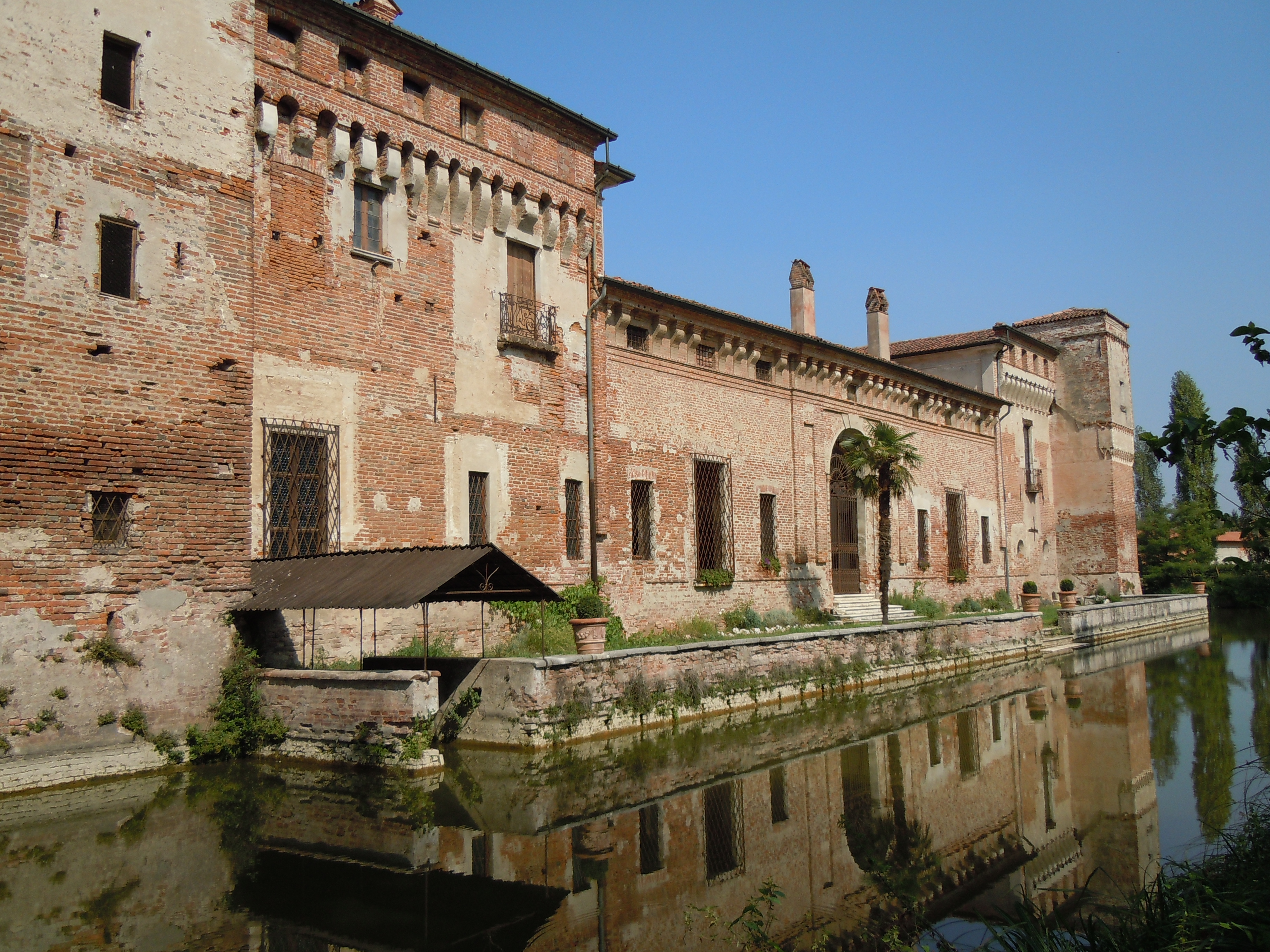
Castello di Padernello

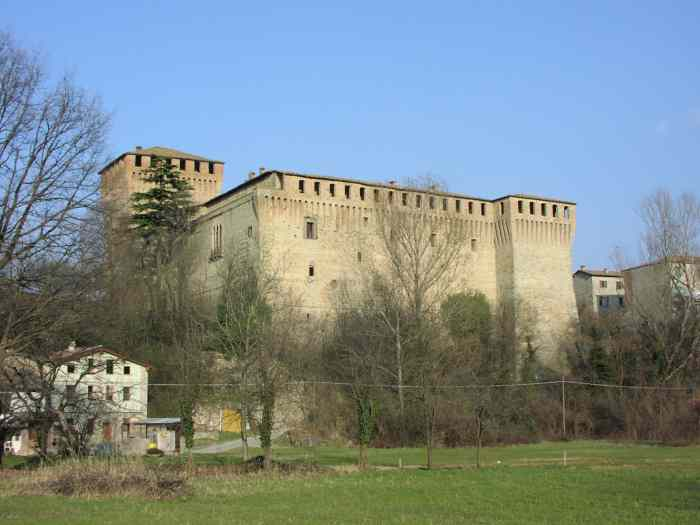
Castello Pallavicino (Varano de' Melegari).

### Dama bianca del castello di Bernstein
Nel castello di Bernstein, in Austria, apparirebbe, dal 1859 a oggi, una dama bianca che sarebbe il fantasma di Giovanna de' Frescobaldi, appartenente alla nobile famiglia fiorentina dei Frescobaldi, coniugata nel 1485 con il feudatario Lorenzo von Ujlaky. La signora visse un episodio tragico: il marito uccise il suo amante italiano, con il quale l'aveva sorpresa, e di lei si persero le tracce.

### Dama bianca del castello di Levoča
Nel castello di Levoča, in Slovacchia si tratterebbe dello spettro della nobildonna Juliana Korponaiová-Géciová, condannata a morte per avere indicato ai ribelli guidati da Francesco II Rákóczi una via d'accesso segreta al castello.

### Dama bianca del castello di Padernello
Biancamaria Martinengo (1466-1480), che morì precipitando nel fossato del castello di Padernello, diede vita alla leggenda della Dama Bianca che ogni dieci anni, il 20 di luglio, la stessa notte della sua morte, ricompare nel castello come fantasma vestito di bianco, con in mano un libro aperto dorato contenente il suo segreto. 

### Dama bianca del Castello Sforzesco di Milano
Anche nel Castello Sforzesco di Milano, è ricordata la presenza di una dama bianca: fu avvistata aggirarsi tra il Duomo e il Castello Sforzesco per l'ultima volta negli anni '60.

### Dama bianca del Castello Pallavicino
Nel castello Pallavicino di Varano de' Melegari si aggirerebbe ancora il fantasma di Beatrice Pallavicino, morta misteriosamente all'età di ventuno anni.

### Dama bianca di Mondeval
Una delle varianti locali, tramandata oralmente e con lievi variazioni, del mito della dama bianca si colloca tra le vette delle Dolomiti, in particolare nella zona di Mondeval, un altopiano situato nel territorio di San Vito di Cadore, in Veneto.
Secondo la tradizione popolare, la dama bianca era una figura femminile misteriosa, associata alla protezione dei viandanti e degli animali nei boschi montani. La leggenda narra che questa figura apparisse a coloro che si smarrivano nella nebbia o tra i sentieri del bosco, in particolare pastori, bambini o viaggiatori impauriti.
Sempre vestita di bianco, la dama si manifestava accompagnata da un cervo dalle corna molto ramificate, chiamato "Lunàr", considerato uno spirito ancestrale della foresta. Nessun cacciatore era mai riuscito a catturarlo, né alcuna traccia aveva mai potuto essere seguita da esseri umani.
Secondo la leggenda, il cervo si sarebbe legato alla dama bianca per la sua natura gentile e protettiva nei confronti degli animali e della natura. Da allora, la creatura avrebbe offerto il proprio dorso alla dama, permettendole di muoversi rapidamente attraverso la foresta per portare soccorso a chi si trovava in pericolo.
Si racconta che ancora oggi, tra i larici di Mondeval, la loro presenza possa essere percepita attraverso segnali naturali: un’improvvisa luce tra gli alberi, un profumo floreale nell’aria o il suono di zoccoli che non lasciano impronte. La leggenda vuole che, quando una persona dal cuore puro si smarrisce nei boschi, la dama bianca e il suo cervo siano pronti a intervenire per condurla in salvo.

## Autostoppista fantasma
Più di recente la dama bianca è associata alla figura dell'autostoppista fantasma, presente in molte leggende metropolitane. Nella versione più comune un'autostoppista di sesso femminile, spesso in atteggiamenti angosciati, verrebbe fatta salire sulla vettura di un automobilista, per poi svanire nel nulla dopo avere avvertito il guidatore di un pericolo.

## La dama bianca nella cultura di massa
La figura della dama bianca è stata occasionalmente ripresa in romanzi e serie televisive. Una dama bianca compare per esempio anche nel primo episodio della serie televisiva Supernatural, e in un episodio della quarta stagione di Ghost Whisperer - Presenze. Citazioni sono presenti anche nella serie televisiva Outlander.
La figura è ripresa anche in rievocazioni storiche ed eventi folcloristici, che si svolgono in diverse città che hanno leggende simili, come per esempio Gorizia - appartenuta agli Asburgo fino al 1918 - dove, il martedì grasso, una figurante interpreta la Dama Bianca dagli spalti del castello.